# Paul Sherwen
Paul Sherwen, né le 7 juin 1956 à Widnes et mort le 2 décembre 2018 à Kampala en Ouganda, est un coureur cycliste britannique. 
Professionnel de 1978 à 1987, il a participé à sept Tours de France et a remporté le Grand Prix de Denain 1983. Il a achevé sa carrière après un titre de champion de Grande-Bretagne. Il est ensuite commentateur de courses cyclistes pour la chaîne de télévision Versus.

## Biographie
Paul Sherwen commence la compétition sportive par la natation, prenant la deuxième place du championnat du Kenya des moins de 14 ans. Après son retour en Grande-Bretagne, il remporte le championnat régional des moins de 18 ans à Runcorn. Néanmoins, à 16 ans, il passe au cyclisme et court pour le Weaver Valley Cycling Club, dans le Cheshire, où il reçoit plus tard les conseils de l'entraîneur de Manchester Harold H. Nelson.
Alors qu'il entame ses études à l'University of Manchester Institute of Science and Technology (UMIST), Sherwen enregistre ses premiers succès 
importants. À 19 ans, courant pour l'Altrincham Road Club, il remporte les Star Trophy series, trophée récompensant l'ensemble de la saison, en gagnant 
le Manx international et l'Archer Pernod GP, ainsi que deux étapes du Tour of Malago.
Un an plus tard, il remporte Folkstone-Londres et, avec l'Athletic Club Boulogne Billancourt (ACBB), gagne Paris-Barentin, Paris-Mauberge et le Tour de l'Essonne, termine troisième du Paris-Roubaix amateur et deuxième du championnat de Grande-Bretagne. Bien qu'il ne passe qu'une partie de l'année en France en raison de ses examens universitaires, il se classe second de la Palme d'Or, récompensant la régularité durant la saison. En 1977, il participe également aux championnats du monde au Venezuela, à l'Étoile des Espoirs et à la Milk Race.
En 1978, il passe professionnel dans la nouvelle équipe Fiat dirigée par Raphaël Géminiani, puis, à partir de 1980, roule pour La Redoute.
En 1978, il termine 70e de son premier Tour de France. En 1980, il échappe de peu à l'élimination lors de la troisième étape du Tour. Il termine hors-délai mais est maintenu en course en raison de sa poursuite difficile après une chute. 
Sherwen participe également aux classiques européennes où il obtient des résultats honorables, comme Milan-San Remo (20e en 1979, 11e en 1980) ou Paris-Roubaix (15e en 1984). Il finit troisième du Tour du Haut-Var en 1982, après avoir remporté une étape du Tour méditerranéen. Il termine deuxième des Quatre Jours de Dunkerque en 1983, glanant au passage une victoire d'étape. Il remporte également le Grand Prix de Denain cette année-là.
Sherwen finit 111e du Tour de France 1982 et 116e en 1984. Durant la dernière étape de montagne de ce Tour, il est à nouveau proche du dernier délai horaire. Alors qu'il grimpe vers La Plagne avec l'Australien Allan Peiper, ce dernier est heurté par un spectateur néerlandais et s'apprête à se battre avec lui. Sherwen, conscient de la proximité des délais, le convainc de remonter sur son vélo et parvient à terminer l'étape dans les délais en sa compagnie.
Durant la deuxième étape de montagne du Tour de France 1985, Paul Sherwen chute au premier kilomètre, avant même avoir quitté la ville-départ, Épinal. Bernard Hinault imposant une vitesse élevée au peloton, Sherwen ne parvient pas à trouver l'abri d'autres coureurs. Il franchit seul les six difficultés du jour et rejoint l'arrivée avec une heure de retard sur le vainqueur, 23 minutes après la clôture du délai. Néanmoins, son courage et son endurance sont récompensés par un maintien en course, dans ce qui constituera son dernier Tour.
Sherwen se retire de l'activité de coureur professionnel peu après avoir remporté le championnat de Grande-Bretagne en 1987. Il dirige ensuite l'équipe Banana-Raleigh jusqu'à sa dissolution à la fin de l'année 1989, à la suite du retrait du sponsor Raleigh. Parallèlement, il commente le Tour de France avec Phil Ligget sur Channel 4. De 1991 à 1996, il est responsable des relations publiques de l'équipe Motorola.
Après avoir travaillé pour la chaîne australienne ABC et ESPN, il est commentateur du Tour de France sur la chaîne de télévision Versus. Il réside avec sa famille en Ouganda, où il dirige une mine d'or. Il est également consultant pour des courses et des fédérations en Afrique de l'Est.
Paul Sherwen meurt le 2 décembre 2018 à l'âge de 62 ans en Ouganda.

## Palmarès
| - 1974 - Altrincham Circuit Race - Tour de Model Village - 1975 - Bulls Eye Grand Prix - 1976 - Star Trophy Road Series - 1re et 3e étapes des Ras de Cymru Three Day - Grand Prix de Gezira - Manx Trophy - Glossop Grand Prix - Club Velo Cruz Road Race - Portland Road Race - Archer International Grand Prix - Five Valleys Road Race - Circuit of the Wrekin - 4e et 6e étapes du Tour de Malaga - 1977 - London Road Race - Archer International Grand Prix - Paris-Mauberge - Paris-Barentin - Tour de l'Essonne - Prix des Œufs Durs - 2e du championnat de Grande-Bretagne sur route amateurs - 2e de la Palme d'or Merlin-Plage - 3e du Grand Prix de France - 3e de Paris-Roubaix amateurs | - 1979 - 2e du Grand Prix de Monaco - 1980 - 3e du Grand Prix d'Aix-en-Provence - 1981 - Tour du Hainaut occidental - 1982 - 1re étape du Tour méditerranéen - 3e du Tour du Haut-Var - 1983 - Grand Prix de Denain - 3e étape des Quatre Jours de Dunkerque - 2e des Quatre Jours de Dunkerque - 1984 - 3e du Grand Prix de Wallonie - 1987 - Champion de Grande-Bretagne sur route |  |

## Résultats sur le Tour de France
7 participations
- 1978 : 70e
- 1979 : 82e
- 1980 : abandon (17e étape)
- 1981 : hors-délai (15e étape)
- 1982 : 111e
- 1984 : 116e
- 1985 : 141e